# کایلین (تگزاس)
کایلین، تگزاس(به انگلیسی: Killeen, Texas) شهری در ایالت تگزاس از ایالات جنوبی ایالات متحده آمریکا است. در سرشماری سال ۲۰۰۰، جمعیت این شهر ۱۱۶۹۳۴ نفر اعلام شد.